# Ruperto Banterle

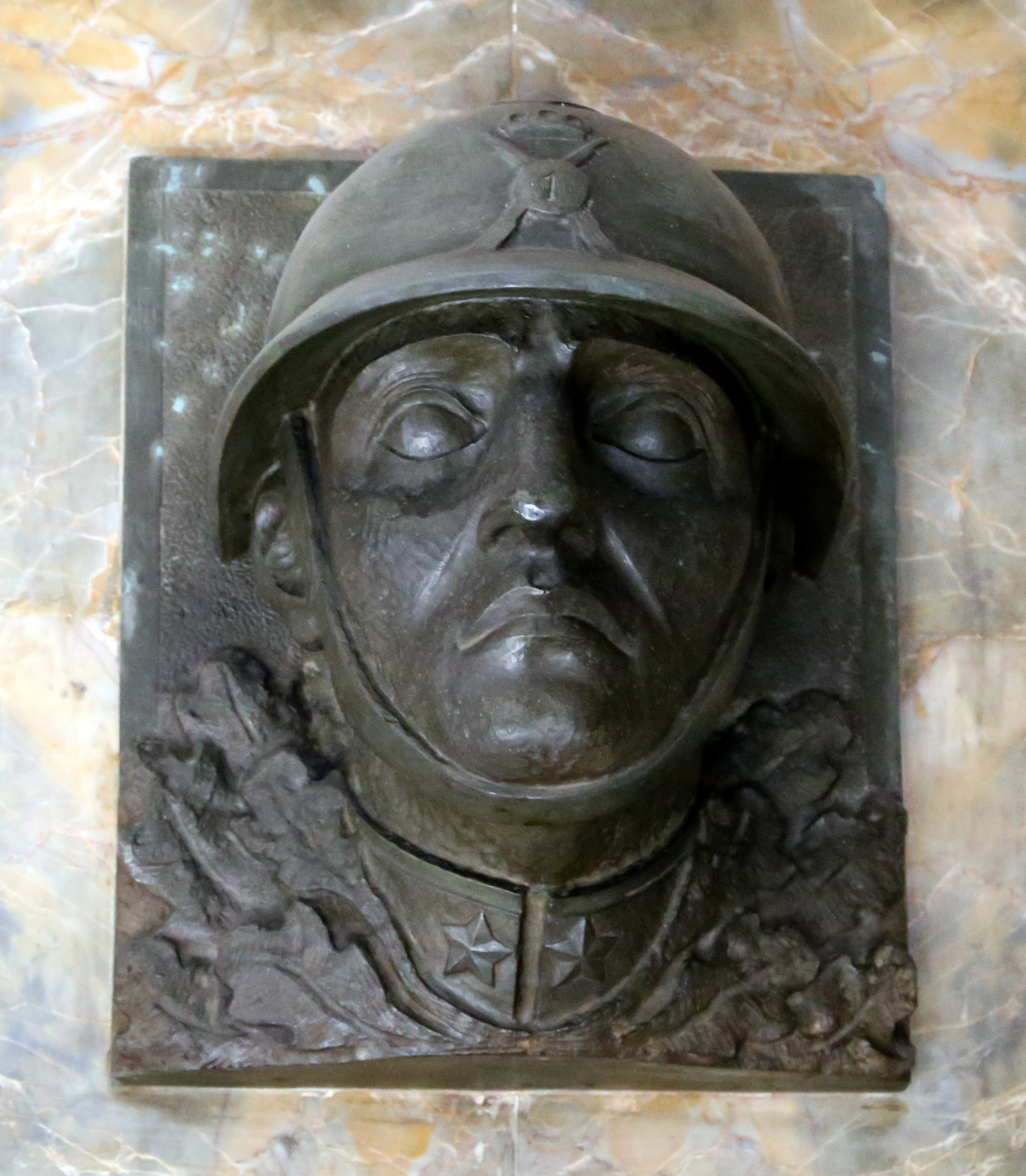
Testa di soldato, casa del Mutilato, Verona

Ruperto Banterle (Milano, 19 settembre 1889 – Gombion, 20 luglio 1968) è stato uno scultore italiano.

## Biografia

### Formazione
Allievo del maestro Giovanni Scanzi dell'Accademia di belle arti di Genova, ottenuto il diploma andò a perfezionarsi a Parigi dove poté conoscere e studiare i grandi scultori del tempo: Auguste Rodin, Émile-Antoine Bourdelle, Georges Minne, Constantin Meunier, Aristide Maillol e Medardo Rosso.

### Attività in Italia

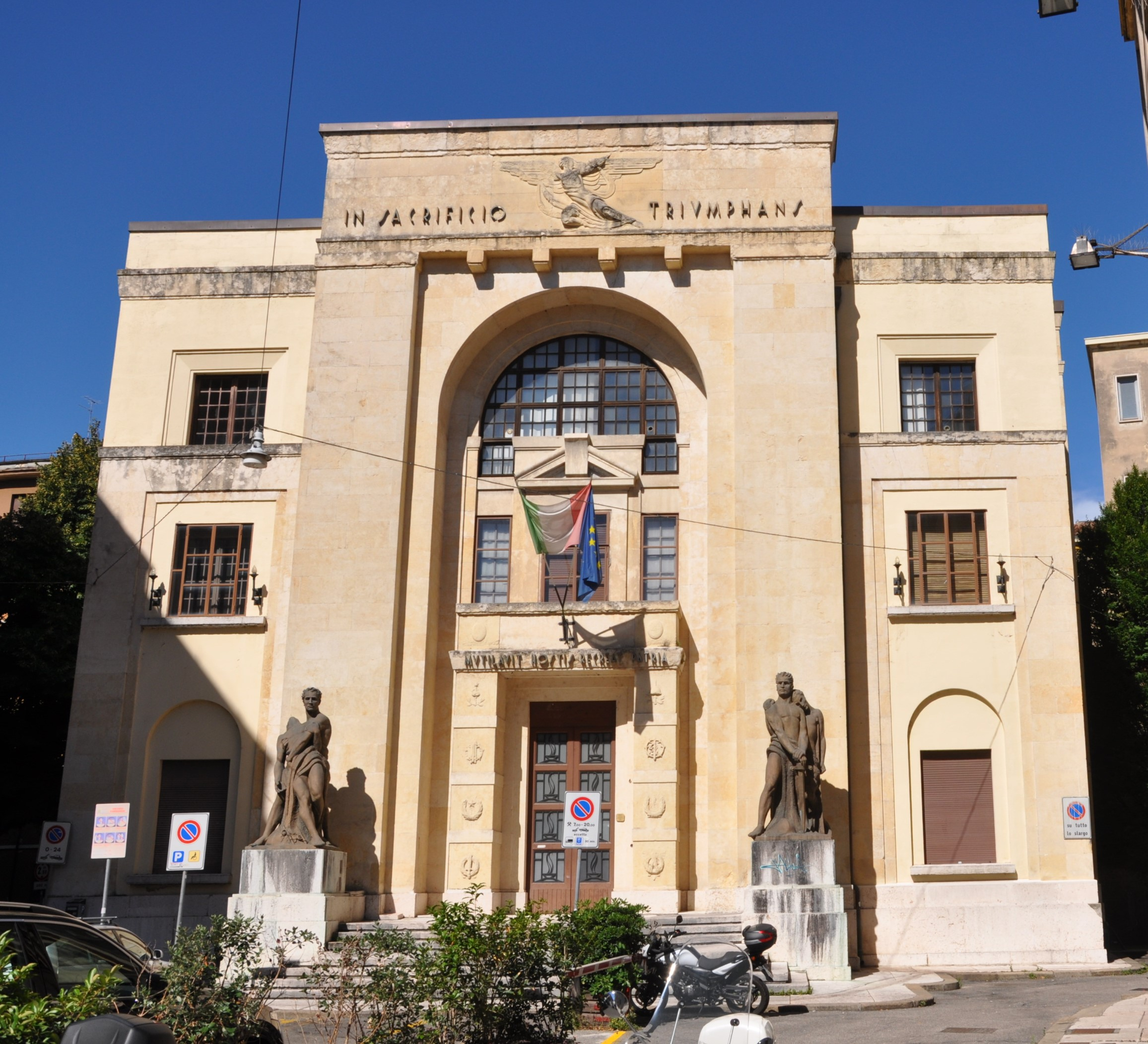
Vista frontale della Casa del Mutilato

Tornato a Verona, attirò l'attenzione dei critici con un'opera conservata nel cimitero Monumentale di Verona: il monumento funebre della famiglia Fiumi, realizzato dopo la morte della madre dell'amico e poeta Lionello Fiumi.
Come riportato nel Dizionario Biografico dei Veronesi “Pur ottenendo immediati riconoscimenti per l'alto livello artistico, per l'articolata composizione, per l'attento studio anatomico e per la sapiente modellazione, l'opera fu giudicata da certa critica benpensante dell'epoca di troppo inopportuno realismo per la sua destinazione cimiteriale.”
L'opera, poeticamente denominata “Anelito Fuggente” dall'amico Lionello, rappresenta una fanciulla trattenuta dalla “Vita”, nelle sembianze di un vigoroso e michelangiolesco nudo maschile ed ispirò il famoso calcografo Luigi Sabadini che nel 1914 diffuse nel mondo, a migliaia di copie, la cartolina che riproduceva il volto della fanciulla.
Dopo la prima guerra mondiale, alla quale aveva partecipato come combattente in Albania, allo scultore vennero commissionati monumenti ai caduti in alcuni Comuni della provincia veronese (Isola Rizza, Erbezzo, Terrazzo, Castagnaro). Gli anni dai '20 ai '40 registrarono una intensa attività sia nella statuaria sepolcrale che nelle realizzazioni a carattere civile e religioso.
Come riportato nel Dizionario Bibliografico dei Veronesi : “Nacquero allora, per il cimitero Monumentale veronese, importanti opere funerarie come la tomba Marcato, costruita dopo il 1920, quella per la famiglia Galtarossa (1924), la suggestiva composizione sepolcrale per Arplè Bedoni, creata nel 1925 e le sculture per le famiglie Marchiori (1926), Composta (1927), Tinazzi (1928), Onestinghel (1933)”. Nel 1937 partecipa alla esposizione coloniale di Parigi, dove “i suoi potenti bassorilievi furono molto notati ed elogiati.” (dall'elogio funebre di Lionello Fiumi sull'Arena, il 31 luglio del 1968). Tra il '33 e il '34 realizzò l'apparato scultoreo per la Casa del Mutilato, situata in prossimità della piazza centrale di Verona (piazza Bra).
Nel '34 il Comune di Verona commissionò allo scultore la decorazione di uno dei principali ponti della città, realizzata con quattro statue in tufo che vennero poste sui quattro piloni portanti del ponte Garibaldi, che a Verona univa Borgo Trento al centro della città. Le statue, in posizioni sedute o stese, (da cui il ponte venne chiamato, con l'ironia sottile tipica dei veronesi, ponte dei strachi - ossia degli stanchi-) raffiguravano il Condottiero, il Nocchiero, la Madre e l'Agricoltura. Nel '39 le statue, deteriorate a causa della friabilità del tufo, furono rifatte in pietra. La notte del 25 aprile 1945 il ponte, assieme a tutti gli altri ponti di Verona, venne fatto saltare dalle truppe tedesche in ritirata.

### Attività all'estero
La cattedrale di Khartoum (Sudan) espone, sulla facciata, due sue grandi statue, San Marco e San Matteo. In Venezuela nell'impianto siderurgico dell'Orinoco è sua la statua dell'eroe nazionale Simón Bolívar.

## Opere
- 1914 Gruppo bronzeo per la tomba Fiumi – Cimitero Monumentale di Verona.
- 1915 Busto del soprano Gilda dalla Rizza.
- 1916 Busto della poetessa Fernanda Regalia Fassy.
- 1920 Statua della Vittoria Alata (Monumento ai Caduti) - Pacengo..
- 1920 (stima) Tomba Marcato - Cimitero Monumentale di Verona.
- 1924 - Monumento funebre Galtarossa – Cimitero Monumentale di Verona.
- 1924 Monumento funebre Foggini - Cimitero Monumentale di Verona.
- 1929 - 1926 Monumenti ai Caduti in vari comuni della provincia veronese, fra cui Isola Rizza, Erbezzo, Terrazzo, Castagnaro, Caldiero, Carpi di Villa Bartolomea
- 1925 – Composizione sepolcrale per Arplè Bedoni - Cimitero Monumentale di Verona.
- 1926, 1927, 1928 – Sculture per le tombe Marchiori, Composta e Tinazzi - Cimitero Monumentale di Verona.
- 1933, 1934 – Apparato scultoreo per la Casa del Mutilato – Verona.
- 1933 – Tomba Onestinghel - Cimitero Monumentale di Verona.
- 1935 – Statue per il ponte Garibaldi: il Condottiero, il Nocchiero, la Madre e l'Agricoltura (rifatte nel '39 e poi distrutte nel '45 assieme al ponte nel corso della ritirata delle truppe tedesche).
- 1935 – Tomba De Stefani – San Cassani (angelo marmoreo) - Cimitero Monumentale di Verona.
- 1936 (stima) – S. Francesco implorante – Villa Segattini sul Garda.
- 1937 – S.Antonio morente – Chiesa di S. Bernardino. Verona.
- 1938 – Tomba Righi – Cimitero Monumentale di Milano Reparto 17 giardini 272-273, monumento in granito e marmo di Carrara raffigurante l’Angelo della fede.
- 1939 – S.Luca davanti a San Giuseppe ed al Bambin Gesù. Chiesa di S. Luca. Verona.
- (data incerta) – Statue di S. Marco e S. Matteo per la facciata della cattedrale di Khartoum.
- 1941 Altare della Cappella del Preziosissimo sangue, chiesa del Cimitero Monumentale. Verona
- 1945 – Tomba famiglia Gustavo Rizzotti - Cimitero Monumentale di Verona.
- 1945 Monumento ai Caduti - Cuvio (Va)
- 1948 – Tomba Clara Boggian - Cimitero Monumentale di Verona.
- 1948 Busto di Umberto Boggian - Museo di Castelvecchio. Verona
- 1953 Monumento funebre Zanella - Cimitero Monumentale di Verona.
- 1955 S. Antonio con fratini. - Probandato Antoniano, convento di S. Daniele - Lonigo.
- 1955 – Busto dell'eroe venezuelano Simon Bolivar – Impianto Siderurgico dell'Orinoco. Venezuela.
- 1957 – S.Giuseppe con Gesù – Chiesa di Santa Maria della Scala. Verona.